# برایان بردن
برایان بردن (به انگلیسی: Brian Berdan) (زاده ایالت میشیگان) تدوین‌گر فیلم اهل ایالات متحده آمریکا است
بردن در سال ۱۹۸۴ از دانشگاه کالیفرنیا، برکلی فارغ‌التحصیل شده است

## فیلم‌شناسی
- قاتلین بالفطره (۱۹۹۴)
- نیکسون (۱۹۹۵)
- کرانک (۲۰۰۶)
- پیمانکار (۲۰۰۶)
- نظافتچی (۲۰۰۷)
- بچه رزماری (۲۰۱۴)